# Kothacheruvu
Kothacheruvu est une ville du district de Anantapur dans l'État de l'Andhra Pradesh en Inde.

## Géographie
La ville de Kothacheruvu ne se trouve pas loin du lac de Bukkapatnam, (en anglais: Bukkapatnam Lake).